# Балка Романова
Балка Романова — балка (річка) в Україні у Первомайському районі Миколаївської області. Права притока річки Південного Бугу (басейн Південного Бугу).

## Опис
Довжина балки приблизно 7,54 км, найкоротша відстань між витоком і гирлом — 6,12 км, коефіцієнт звивистості річки — 1,23. Формується декількома струмками та загатами.

## Розташування
Бере початок у селі Соколівка. Тече переважно на північний схід через село Романова Балка і навпроти (на західній околиці) села Семенівка впадає в річку Південний Буг.

## Цікаві факти
- Від витоку балки на західній стороні на відстані приблизно 2,86 км пролягає автошлях Р75[3] (автомобільний шлях регіонального значення в Одеській та Миколаївській області. Проходить територією Кодимського, Балтського, Любашівського, Кривоозерського, Первомайського, Доманівського та Вознесенського районів через Слобідку — Балту — Криве Озеро — Первомайськ — Доманівку — Олександрівку. Загальна довжина — 184,3 км).
- У XX столітті на балці існували молочно,- птахо-тваринні ферми (МТФ, ПТФ), газгольдер та декілька газових свердловин[2].